# Ambrož (priimek)
Ambrož je priimek v Sloveniji, ki ga je po podatkih Statističnega urada Republike Slovenije na dan 1. januarja 2010 uporabljalo 530 oseb in je med vsemi priimki po pogostosti uporabe uvrščen na 522. mesto.

## Znani nosilci priimka
- Ana Ambrož, prevajalka
- Anton Ambrož/Ambroš (1878—?), igralec
- Berta Ambrož (1944—2003), pevka zabavne glasbe
- Ciril Ambrož (*1960), fotograf, založnik (strokovni učitelj)
- Darinka Ambrož, slovenistka
- Franc Ambrož (1895 —?), zdravnik
- Frančišek Ambrož (1874—1916), frančiškan (Sveta gora), nosilec viteškega križca Franc Jožefovega reda
- Ivan Ambrož (1919—2009), gradbeni šolnik, planinski delavec
- Joža Ambrož (1925—2015), profesorica, zborovodkinja, režiserka mjuziklov, prevajalka
- Jože Ambrož, veteran vojne za Slovenijo
- Katarina Ambrož (*1946), redovnica klarisa, opatinja, pesnica
- Matjaž Ambrož (*1977), kazenski pravnik, univ. prof.
- Mihael Ambrož (1808—1864), slovenski pravnik, podjetnik in politik
- Miha Ambrož, strojnik
- Milan Ambrož, socialni gerontolog, prof.
- Oton Ambrož (1905—1994), novinar, zunanjepolitični poročevalec, publicist (izseljenec v ZDA)
- Peter Ambrož (*1938), pevec tenorist (Slovenski oktet)
- Tomaž Ambrož (1948—2014), plesalec, plesni pedagog, koreograf in podjetnik
- Urška Ambrož (*1969), lončarka